# Tokachi (provincia)

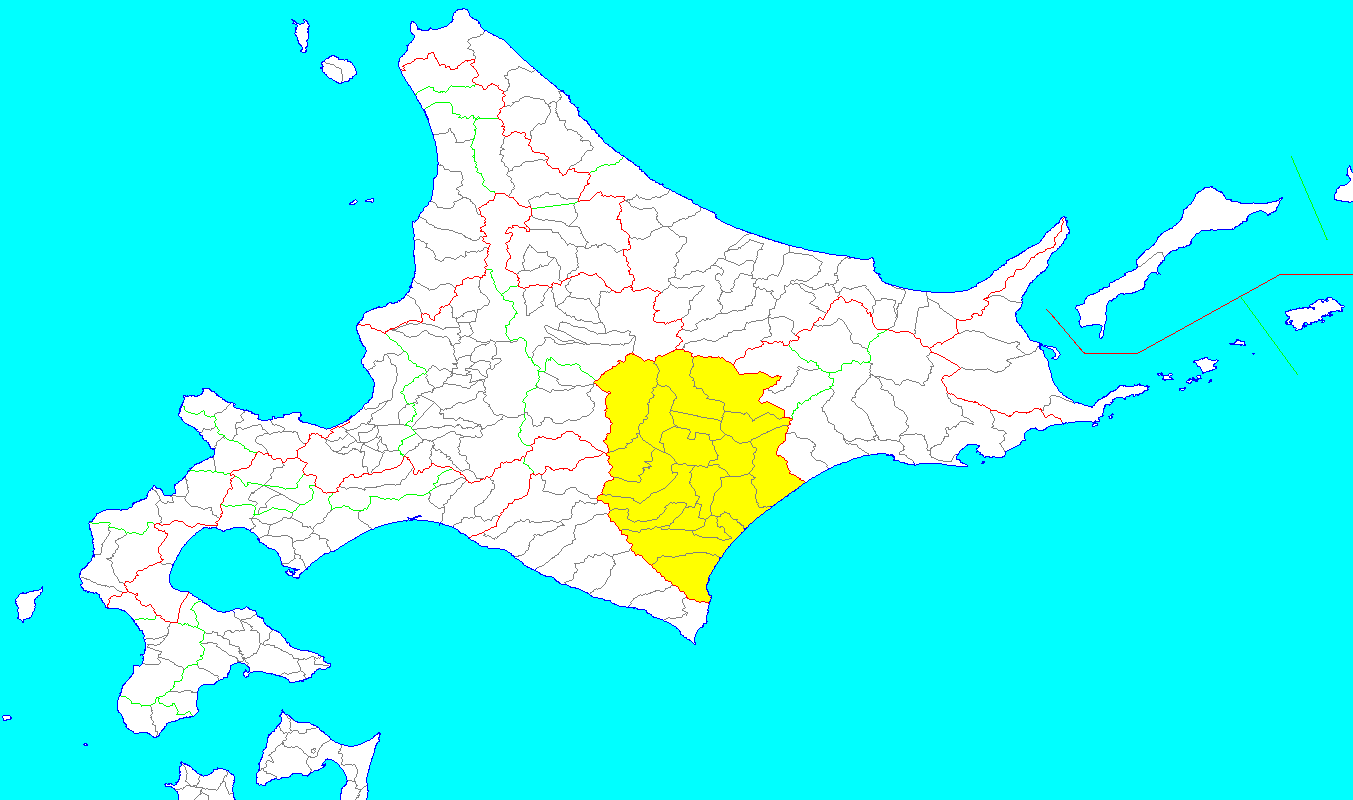
La provincia nel 1869

Tokachi, scritta formalmente Tokachi no Kuni (giapponese: 十勝国), fu una provincia del Giappone nella prefettura di Hokkaido. Corrisponde all'incirca all'odierna sottoprefettura di Tokachi.

## Storia
- 15 agosto 1869: viene istituita la provincia di Tokachi con 7 distretti;
- 1872: la popolazione conta 1 464 abitanti;
- 1882: la provincia si dissolve in Hokkaido.

## Distretti
- Hirō (広尾郡)
- Tōbui (当縁郡)
- Kamikawa (上川郡)
- Nakagawa (中川郡)
- Katō (河東郡)
- Kasai (河西郡)
- Tokachi (十勝郡)